# The Hidden Universe
The Hidden Universe (Universul ascuns) este o colecție de două nuvele science-fiction scrise de Ralph Milne Farley. Acesta a fost publicată pentru prima oară în 1950 de către Fantasy Publishing Company, Inc. într-o ediție de 700 de exemplare din care 500 au fost Hardback. Nuvela originară a apărut inițial în revista Amazing Stories. 

## Cuprins
- "The Hidden Universe"
- "We, the Mist"